# Visočki Odorovci
Visočki Odorovci (en serbe cyrillique et en bulgare : Височки Одоровци) est un village de Serbie situé dans la municipalité de Dimitrovgrad, district de Pirot. Au recensement de 2011, il comptait 68 habitants.
Visočki Odorovci est également connu sous le nom d'Odorovci.

## Démographie
| 1948 | 1953 | 1961 | 1971 | 1981 | 1991 | 2002 | 2011 |
| ---- | ---- | ---- | ---- | ---- | ---- | ---- | ---- |
| 882  | 846  | 665  | 435  | 303  | 222  | 135  | 68   |

|  |